# Pele (mitología)

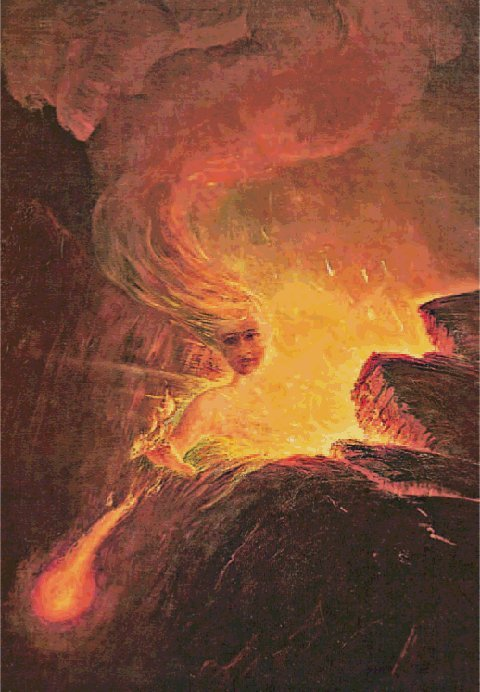
Pelé, por David Howard Hitchcock, c. 1929, exhibido anteriormente en el Centro de visitantes de Kilauea del Parque Nacional de los Volcanes de Hawái.

Pele, en la mitología hawaiana, es la diosa del fuego, el relámpago, los volcanes, la danza y la violencia.
Según la mitología, es una de las hijas de Haumea y Kāne Milohai. Se caracteriza por ser una diosa salvaje y rabiosa que, según la tradición de los nativos, habitaría en el volcán Kīlauea. Por ello es considerada como la responsable de las erupciones del volcán.
Comparte rasgos con otras deidades habitantes de volcanes. Tal es el caso del demonio Guayota de la mitología guanche en las islas Canarias, que vivía en el volcán Teide y que era considerado por los aborígenes guanches como el responsable de las erupciones del volcán.
La Unión Astronómica Internacional nombró oficialmente a un volcán de la luna de Júpiter, Ío, como Pele en honor a la diosa hawaiana de los volcanes.